# Charles Baker Adams
Charles Baker Adams (11 de enero de 1814-18 de enero de 1853) fue un notable educador y naturalista estadounidense, hijo de Charles J. Adams, nacido en 1814 en la localidad de Dorchester (Massachusetts).
Después de haber empezado sus estudios en la Universidad de Yale, en 1832 se trasladó al Amherst College donde se graduó con grandes honores. Cuatro años más tarde, empezó a trabajar como asistente del Instituto Geológico de Nueva York y en 1837, se convirtió en tutor y profesor de geología del mismo Amherst College. En 1838, se mudó al estado de Vermont para trabajar en el Middlebury College como profesor de química e historia natural, un puesto que mantuvo hasta 1847, cuando decidió volver al Amherst College para enseñar astronomía, zoología e historia natural hasta su prematuro fallecimiento el 18 de enero de 1853, a la edad de 39 años.